# Tutu (balé)

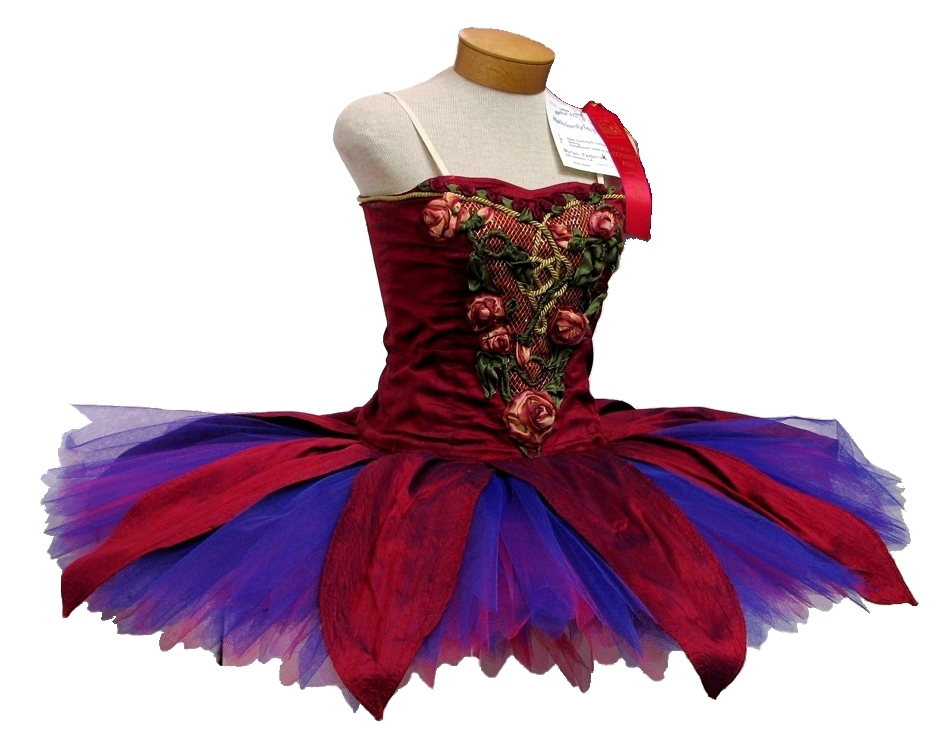
Tutu ao italiano

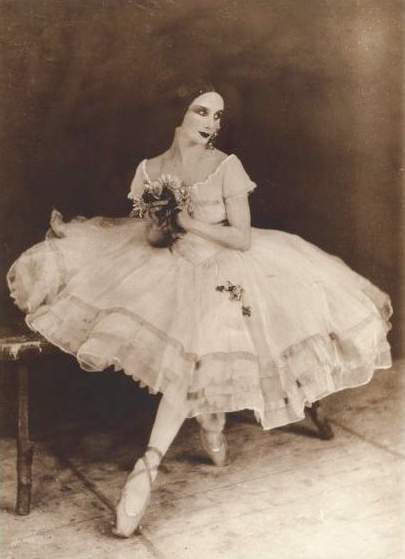
Romântico tutu

O tutu (pronuncia-se em francês: /ty.ty/) é uma parte do vestuário do balé usada pelas bailarina, quando apareceu em 1820, era citado como corpete com saia em camadas. Nome tutu foi dado a partir de 1881.

## História
Em 1832 Marie Taglioni imortalizou esse tipo de roupa: tratava-se de um corpete apertado e uma saia de várias camadas, que se alonga quase até o tornozelo, também chamado Tutu Romântico, e quando é curto chama-se Tutu Italiano.
A primeira apresentação da peça "As Sílfides" esta vestimenta passou a ser a norma de excelência dos bailarinos.
Mais tarde, o Tutu Romântico, branco e longo, marcado por bailarinos em "Giselle", "Las Bayaderas", passou a ser utilizado como padrão.
O Tutu Romântico, ou Italiano, é uma sobreposição de saias curtas e rígidas, em forma de pétalas ao redor do quadril do bailarino e deixando expostas as pernas, geralmente é um conjunto de saiotes brancos, embora haja uma variedade colorida e brilhante.

## Tutu
Os tutus utilizados a partir do século XIX são em sua maioria brancos. Eles são leves, e por vezes transparentes, 
O tutu pode ser feito: em renda ou nylon